# 第179回国会
第179回国会（だい179かいこっかい）とは、2011年10月20日に召集された臨時国会。会期は12月9日までの51日間であった。

## 概要
野田佳彦が内閣総理大臣となってから初の臨時国会となった第178回国会は当初4日間の予定だったが野党側の延長要請により16日間となり、改めて10月に召集する臨時国会で本格的な議論を行うとの案が与党側より提示された。
10月17日の持ち回り閣議で第179回国会を10月20日に召集することが決定され、同日、「平成二十三年十月二十日に、国会の臨時会を東京に召集する詔書」が発せられた。

## 各党・会派の議席数
| 計480、2011年（平成23年）9月5日時点 - 民主党・無所属クラブ - 302 - 自由民主党・無所属の会 - 118 - 公明党 - 21 - 日本共産党 - 9 - 社会民主党・市民連合 - 6 - みんなの党 - 5 - 国民新党・新党日本 - 5 - たちあがれ日本 - 2 - 国益と国民の生活を守る会 - 2 - 無所属 - 9 （議長：横路孝弘、副議長：衛藤征士郎を含む） - 欠員 - 1 | 計242、2011年（平成23年）10月16日時点 - 民主党・新緑風会 - 106 - 自由民主党 - 83 - 公明党 - 19 - みんなの党 - 11 - 日本共産党 - 6 - たちあがれ日本・新党改革 - 5 - 社会民主党・護憲連合 - 4 - 国民新党 - 3 - 無所属 - 5 （議長：西岡武夫、副議長：尾辻秀久を含む） |

11月5日に西岡武夫議長が死去し民主党のはたともこが繰り上げ当選。14日に民主党の平田健二が新議長に選出され、（西岡と同様）慣例により会派を離脱したため、会派の人数に変更はない。

## 主な審議議案

### 参法（参議院議員提出法律案）
| 提出回次 | 議案件名                                   | 結果 | 備考 |
| -------- | ------------------------------------------ | ---- | ---- |
| 177      | 株式会社東日本大震災事業者再生支援機構法案 | 成立 |      |

### 閣法（内閣提出法律案）
| 提出回次 | 議案件名 | 結果 | 備考 |
| -------- | --- | ---- | ---- |
| 177      | 経済社会の構造の変化に対応した税制の構築を図るための所得税法等の一部を改正する法律案                                     | 成立 |      |
| 177      | 経済社会の構造の変化に対応した税制の構築を図るための地方税法等の一部を改正する法律案                                     | 成立 |      |
| 177      | 国民年金法等の一部を改正する法律等の一部を改正する法律案                                                                 | 成立 |      |
| 179      | 東日本大震災復興特別区域法案                                                                                             | 成立 |      |
| 179      | 平成二十三年度分の地方交付税の総額の特例等に関する法律等の一部を改正する法律案                                           | 成立 |      |
| 179      | 東日本大震災からの復興に関し地方公共団体が実施する防災のための施策に必要な財源の確保に係る地方税の臨時特例に関する法律案 | 成立 |      |
| 179      | 東日本大震災からの復興のための施策を実施するために必要な財源の確保に関する特別措置法案                                   | 成立 |      |
| 179      | 特定Ｂ型肝炎ウイルス感染者給付金等の支給に関する特別措置法案                                                             | 成立 |      |
| 179      | 津波防災地域づくりに関する法律案                                                                                         | 成立 |      |
| 179      | 津波防災地域づくりに関する法律の施行に伴う関係法律の整備等に関する法律案                                                 | 成立 |      |
| 179      | 復興庁設置法案 | 成立 |      |
| 179      | 東日本大震災の被災者等に係る国税関係法律の臨時特例に関する法律の一部を改正する法律案                                     | 成立 |      |
| 179      | 地方税法の一部を改正する法律案                                                                                           | 成立 |      |

### 条約
| 提出回次 | 議案件名                       | 結果     | 備考 |
| -------- | ------------------------------ | -------- | ---- |
| 177      | 日露原子力協定                 | 両院承認 |      |
| 177      | 日韓原子力協定                 | 両院承認 |      |
| 177      | 日・ベトナム原子力協定         | 両院承認 |      |
| 177      | 日・ヨルダン原子力協定         | 両院承認 |      |
| 179      | 日本・ペルー経済連携協定       | 両院承認 |      |
| 179      | 日本・メキシコ経済連携協定改正 | 両院承認 |      |

## 今国会の動き

### 召集前
- 9月30日 - 第178回国会が閉会
- 10月6日 - 小沢一郎民主党元代表の政治資金規正法違反（虚偽記載）容疑による初公判[2]
- 10月12日 - 安住淳財務大臣がG20財務相・中央銀行総裁会議において消費税率を10％とするための法案を提出する考えを表明[3]
- 10月15日 - 駐日パレスチナ常駐総代表部のワリード・シアム代表（大使級）が国会開会式出席を要望していたことが判明[4]

### 会期中
- 10月20日 - 召集
- 10月21日 - 開会式。平成23年度第3次補正予算案が閣議決定。
- 11月5日 - 西岡武夫参議院議長が肺炎のため死去[5]。
- 11月14日 - 参議院議長に平田健二民主党前参院幹事長を全会一致で選出[6]。
- 11月17日 - 11月15日に国賓として来日したブータンのジグミ・ケサル・ナムゲル・ワンチュク国王とジツェン・ペマ・ワンチュク王妃を国会に招き、衆議院本会議場で歓迎会を行う[7]。
- 11月20日 - 行政刷新会議（議長・野田佳彦首相）始まる。国の重要政策の問題点を公開で議論するという「提言型政策仕分け」。
- 11月29日 - 衆院本会議で東日本大震災復興特別区域法案が一部修正のうえ、全会一致で可決され、参院に送られた。
- 11月30日 - 参院本会議で復興財源確保法案と国税通則法改定案が民主、自民、公明などの賛成多数で可決され、成立した。共産、みんな、社民は反対した。
- 12月9日 - 会期末。
  - 一川保夫防衛大臣と山岡賢次国家公安委員長の問責決議案が自民、公明他野党7党の賛成多数で可決。
  - 復興財源確保法案が可決・成立
  - 閉会。